# Sévérac-le-Château
Sévérac-le-Château är en kommun i departementet Aveyron i regionen Occitanien i södra Frankrike. Kommunen ligger  i kantonen Sévérac-le-Château som ligger i arrondissementet Millau. År 2018 hade Sévérac-le-Château 2 415 invånare.

## Befolkningsutveckling
Antalet invånare i kommunen Sévérac-le-Château
Referens: INSEE